# Isola del Faraone
L'isola del Faraone è un'isola egiziana situata nel Mar Rosso.

## Geografia
L'isola è posizionata nel Golfo di Aqaba nel Mar Rosso e fa parte politicamente del governatorato di Suez.

## Storia
L'isola del Faraone ospita delle fortezze non risalenti all'era dell'Antico Egitto come si potrebbe ipotizzare dal nome, bensì originarie del Basso Medioevo.
I crociati per proteggere la rotta marittima tra Il Cairo e Damasco controllata da Aqaba (ora in Giordania), costruirono una fortezza nella piccola isola chiamandola  Ile de Graye denominata poi in seguito  Ayla.
Alla fine del 1116 l'isolotto era deserto.
All'inizio del 1170, il musulmano Saladino conquistò l'isola e sebbene ci furono vari tentativi di riconquista da parte degli europei rimase sotto il controllo musulmano. Nel 1217 circa l'isolotto era abitato da pescatori musulmani dediti al lavoro.
Nel 2003 l'isola del Faraone fu segnalata all'UNESCO per l'aggiunta alla lista dei patrimoni dell'umanità. Ora è un frequentato sito turistico per la sua storia ma anche per la sua barriera corallina.